# Ganóchora
Ganóchora är en ort i Grekland.   Den ligger i prefekturen Nomós Pierías och regionen Mellersta Makedonien, i den norra delen av landet, 280 km norr om huvudstaden Aten. Ganóchora ligger 68 meter över havet och antalet invånare är 562.
Terrängen runt Ganóchora är platt åt sydost, men åt nordväst är den kuperad.  Närmaste större samhälle är Kateríni, 4,5 km söder om Ganóchora. Trakten runt Ganóchora består till största delen av jordbruksmark.